# Tresviso
Tresviso tỉnh và cộng đồng tự trị Cantabria, phía bắc Tây Ban Nha. Đô thị Tresviso có diện tích là 16,23 ki-lô-mét vuông, dân số năm 2009 là 78 người với mật độ 4,81 người/km². Đô thị này có cự ly km so với Santander.